# Centaurea cuneifolia
Centaurea cuneifolia là một loài thực vật có hoa trong họ Cúc. Loài này được Sibth. & Sm. mô tả khoa học đầu tiên năm 1813.